# Ausztrál heraldika
Az ausztrál heraldika történetileg és szervezetileg az angol heraldika változata, a nevezéktan, a címerleírás, a címergyakorlat, a címerelmélet, a címerszemlélet stb. terén.

Ausztrália címere

## Az ausztrál heraldika fejlődése
Ausztrália hivatalos államformája, mint egykori brit gyarmaté ma is monarchia. Élén államfőként az Egyesült Királyság mindenkori uralkodója áll. Ennél fogva máig fennmaradtak a sajátos brit és európai intézmények, beleértve a heraldikai rendszert is. Így az ausztrál heraldika mára a kontinens felfedezésétől számítva mintegy kétszáz éves múltra tekinthet vissza, de saját ausztrál heraldikáról csak az ország 1901-es függetlenségétől kezdve beszélhetünk. A középületeken a régebbi időkből származó brit állami jelképek is gyakran felfedezhetők. A legrégibb ausztrál adományozott címerek a 19. század végéről valók.
1972-ben a Heraldry Council of Australia kétkötetes kiadványt adott ki, melyben a kormányt felhívta az önálló ausztrál címerhivatal (Australian Heraldic Authority) sürgős létrehozására, a címerek kiadásának és használatának ellenőrzésére Ausztrália területén.

## Az ausztrál heraldika jellege
Az ausztrál heraldika nagyrészt a kommunális heraldikára terjed ki. A magánszemélyeknek adományozott címereket általában az angol címerhivatal adja ki. 
Ma is élő, modern heraldikai rendszer. Az ausztrál heraldika a brit címertani hagyományok folytatója, annak minden pozitívumával és negatívumával. A címerképek gyakoribbak a pajzson, mint a mesteralakok, ami némileg elüt az angol heraldikától. A sisakdíszek gyakran lebegnek a pajzs fölött, akárcsak Angliában, ami európai szemmel némileg antiheraldikus, de tolerálható jelenség. Ugyanakkor sokat merít az Ausztráliában honos fauna és flóra elemeiből, az őslakosok hiedelemvilágából és tárgyi eszközeiből, amivel saját arculatát is fejleszti. Gyakoriak a jellegzetesen ausztrál állatok, mint pl. a kenguru és emu pajzstartók, a kacagójancsi, a kacsacsőrű emlős stb., melyek máshol nem fordulnak elő. Ezen címerábrák megfejtésénél gyakran nélkülözhetetlen a címerleírás. Gyakoriak a juhtenyésztés és a mezőgazdasági termelés jelképei, mint a juhfejek, a juhgyapjú, a gabonakéve stb. A címerek mezője ízléses, nem túlságosan zsúfolt címerábrákkal. Az ausztrál heraldikai szervezetek és az európai történeti hagyományok biztosítják, hogy az ausztrál heraldika jellege rendkívül egységes, ízléses, heraldikus, ugyanakkor sajátságosan ausztrál legyen. Egyes régebbi címerek megújításakor néha törekszenek arra, hogy a korábbi stilizált heraldikai jelképeket konkrétabb címerképekkel, állatokkal és más címerképekkel váltsák fel vagy egészítsék ki.

Queensland egyszerű címerét 1893-ban kapta, amivel az egyik legrégibb ausztrál címer, a mezőben marha és juhfej, cukorsüveg stb.
Az Északi Terület címere, a mezőben az őslakosok jelképeivel (a női alak Arnhem-föld szent sziklájáról való, a másik két jelkép leegyszerűsített Churunga, avagy térképszerű szent rajzok, melyek külön jelentéssel bírnak a tulajdonosuk számára, a sisakdísz ékfarkú sas bennszülött sziklán)
Norfolk Island (1980), Norfolk islandi fenyő a mezőben, kenguru mint pajzstartó
Sipító gébics Dél-Ausztrália 1936-os új címerében
Tasmania 1917-es címere, tasmán ördög pajzstartókkal
Victoria címere a Dél Keresztje csillagképpel, a pajzstartó kezében az állam jelképe, a rózsaszín hanga
Canberra (1928)
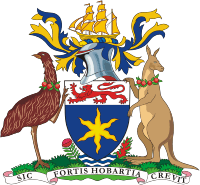
Hobart (1953)
Brisbane (1947)

## Intézmények
Az ausztrál címerek kérdésköre a brit címerhivatalok hatáskörébe tartozik.

## Szervezetek
- The Australian Heraldry Society (korábban Heraldry Australia, PO Box 107, Lawson NSW 2783, Australia)
- The Heraldry Council of Australia (P.O. Box B, Marden, SA, 5070)
- The Heraldry Society (Australian Branch) (31 Crawford Rd, Lower Templestowe 3107, Victoria)
- The Heraldry Society of Australia (3 Manor Grove, North Gaulfield 3161, Victoria)
- South Australia Genealogy and Heraldry Society (P.O. Box 592, Adelaide, SA 5001)
- Heraldry and Genealogy Society of Canberra (P.O. Box 585, Canberra, ACT 2601)
- Company of Armigers, Australian Chapter (5 Koonung St, North Balwyn 3104, Victoria)

## Kiadványok
Heraldry News (a The Australian Heraldry Society folyóirata)